# Richard West (rugbista)
Richard John West (Hereford, 20 marzo 1971) è un ex rugbista a 15 britannico, internazionale per l’Inghilterra, con la quale prese parte alla Coppa del Mondo di rugby 1995.

## Biografia
Richard West giocò come seconda linea nel Gloucester. Disputò con la Nazionale inglese la Coppa del Mondo di rugby 1995 in Sudafrica, nel corso della quale scese in campo in un solo incontro, quello della fase a gironi contro Samoa.
Alla fine del torneo l'Inghilterra si classificò quarta.
West si ritirò dalle competizioni a 27 anni a causa di un infortunio al collo.